# Fumi Iwawaki
Fumi Iwawaki (jap. 岩脇 史, Iwawaki Fumi; * 25. August 1979) ist eine japanische Badmintonspielerin. 

## Karriere
Fumi Iwawaki gewann 2000 Bronze im Dameneinzel bei der Asienmeisterschaft. Ein Jahr später startete sie in der gleichen Disziplin bei der Badminton-Weltmeisterschaft, schied dort jedoch schon in der zweiten Runde gegen Mette Sørensen aus Dänemark klar mit 1:11 und 0:11 aus und wurde somit 17. in der Endabrechnung.

## Sportliche Erfolge
| Saison | Veranstaltung      | Disziplin   | Platz | Name         |
| ------ | ------------------ | ----------- | ----- | ------------ |
| 2000   | Asienmeisterschaft | Dameneinzel | 03    | Fumi Iwawaki |
| 2001   | Weltmeisterschaft  | Dameneinzel | 17    | Fumi Iwawaki |